# Carl Kämp
Carl Wilhelm Kämp, född 2 juli 1848 i Tusby, död 26 november 1889 i Helsingfors, var en finländsk krögare som är mest ihågkommen som grundare av Hotell Kämp i Helsingfors.
Carl Kämps föräldrar var Johan Magnus Kempe och Maria Sofia Blomster. Carl Kämp började som servitör och kassör på restauranger i Helsingfors, tills han 1872 kunde arrendera restaurangen Operakällaren i den nya teaterbyggnaden (numera Svenska Teatern). Från 1874 var han restauratör på Restaurang Brunnshuset. Elektriskt ljus användes för första gången i Finland 1878, då Carl Kämp lät restaurangens trädgård lysas upp med ellampor under två månader. Under hans tid på Brunnshuset avhölls 1876 Finlands allmänna industriutställning, för vilken Brunnshuset hade ansvar för mathållningen.
Carl Kämp grundade en egen restaurang och ett hotell efter att 1884 köpt en tomt i hörnet Norra Esplanaden/Glogatan av guldsmeden Carl Fridolf Ekholm. Han anlitade Theodor Höijer för att rita ett femvåningshus. Kämp hade dock inte råd att finansiera hela bygget av Hotell Kämp, utan det genomfördes av Fredrik Wilhelm Grönqvist, som tidigare hade byggt det pampiga Grönqvistska huset på motsatta sidan av Glogatan.
Hotell Kämp invigdes i början av november 1887, men Carl Kämp kom att driva det endast två år, innan han dog efter en hjärtinfarkt.
Carl Kämp gifte sig 1873 med Maria Dorothea Elise Moss (1853–1929), som tog över driften av Hotell Kämp efter makens död. Efter ekonomiska svårigheter fick hon dock avstå det efter tre år 1890.